# Miljøpartiet Fokus
 For alternative betydninger, se Fokus. (Se også artikler, som begynder med Fokus)
Miljøpartiet Fokus (tidligere Focus) var et dansk politisk parti, stiftet i 2010, nedlagt i 2015. Partiet var stiftet af Christian H. Hansen, tidligere folketingsmedlem for Dansk Folkeparti.

## Om partiet
Christian H. Hansen offentliggjorde etableringen af Miljøpartiet Fokus på et pressemøde 10. marts 2010.
Partiet ville blandt andet arbejde for bedre dyrevelfærd, klima- og energipolitik. Andre mærkesager var økologisk landbrug, ophævelse af regionerne, at hospitalerne igen skulle administreres af staten og at Danmark skulle ud af EU. De gik også ind for mere forebyggende indsats over for fysiske og psykiske sygdomme.
Partiets slogan var "Frihed Omsorg Kommunikation Udholdenhed Samarbejde"
I juli 2010 havde partiet samlet ca. 2.000 af de 19.769 underskrifter, der krævedes for at være opstillingsberettiget. Partiet blev ikke opstillingsberettiget til Folketingsvalget 2011 , selvom de var tæt på at have de nødvendige underskrifter,  men Christian H. Hansen og andre kandidater stillede op som løsgængere. Ingen af dem opnåede dog valg.
Den 18. januar 2015 udsendte Fokus en pressemeddelelse hvori det meddeles, at partiet lukker ved en ekstraordinær generalforsamling i september samme år. Begrundelsen, der blev givet, var at det ikke er lykkedes at forlænge tilladelsen til partinavnet hos Valgnævnet under Økonomi- og Indenrigsministeriet.